# Beat Richner
Beat Richner, né le 13 mars 1947 à Zurich et mort le 9 septembre 2018, est un pédiatre suisse. 

## Biographie
Également violoncelliste (sous le pseudonyme de Beatocello), Beat Richner s'est fait connaître au Cambodge où le roi Norodom Sihanouk et le gouvernement cambodgien lui ont confié en 1992 la mission de remettre en route l'hôpital pédiatrique Kantha Bopha après la chute du régime des Khmers rouges, dont l'instauration avait conduit Richner à fuir le pays en 1975.
Ardent défenseur d'une médecine pédiatrique de qualité, il s'est violemment opposé à l'Organisation mondiale de la santé qui l'a critiqué en qualifiant sa pratique de « médecine de type Rolls Royce dans les pays du Tiers-monde ». Il a été élu « Suisse de l'année » en 2002.

### Documentaires
À partir de 1996, quatre films documentaires ont été réalisés sur Beat Richner par le cinéaste Georges Gachot : Bach at the Pagoda (1996), And the Beat Goes on (1999), L'argent ou le sang (2004) et 15 ans Kantha Bopha (2007).